# Isabel Serra
Isabel Serra Sánchez (ur. 15 sierpnia 1989 w Madrycie) – hiszpańska polityk i samorządowiec, deputowana do Parlamentu Europejskiego X kadencji.

## Życiorys
Córka dziennikarza Fernanda Serry, siostra pisarki i polityk Clary Serry. Studiowała filozofię na Uniwersytecie Complutense w Madrycie, ukończyła na tej uczelni studia magisterskie z ekonomii międzynarodowej i rozwoju. Była założycielką organizacji sprzeciwiającej się wprowadzeniu systemu bolońskiego Juventud Sin Futuro, potem była aktywna w ruchu 15M. Jako działaczka tej organizacji w 2013 pojawiła się w jednym z odcinków serialu dokumentalnego Vice wyprodukowanego przez HBO; nagrano ją, gdy podczas protestów, niszczyła bankomaty i dokonywała wandalizmów. W 2020 została nieprawomocnie skazana za udział w protestach przeciwko eksmisjom z 2014 (podczas których doszło do napaści na funkcjonariuszy policji); orzeczono wobec niej karę 1 roku i 7 miesięcy pozbawienia wolności oraz grzywnę, a także pozbawienie biernego prawa wyborczego. W 2021 Sąd Najwyższy zatwierdził zaskarżony wyrok, natomiast w następnym roku zawieszono wykonanie wobec niej kary pozbawienia wolności.
Do 2018 była związana z trockistowską koalicją Izquierda Anticapitalista, w 2014 dołączyła do ugrupowania Podemos. W 2015 i 2019 wybierana do parlamentu Wspólnoty Madrytu, mandat utraciła w 2021 w związku z treścią wyroku skazującego. Zatrudniona później w ministerstwie równouprawnienia kierowanym przez Irene Montero. W wyborach europejskich w 2024 uzyskała mandat posłanki do Parlamentu Europejskiego X kadencji.